# Géographicité
La géographicité est ce qui est considéré comme ayant un caractère véritablement géographique dans les diverses disciplines scientifiques, dont la géographie elle-même, et ce qui constitue la dimension existentielle entre l’homme et son habitat au sens le plus large.

## Une discipline chorologique
C'est une démarche cognitive. Elle désigne « ce qui dans un objet relève spécifiquement de la géographie, ou encore ce qui concerne l’activité propre du géographe ».
Le terme a été ainsi utilisé par le géographe belge Paul Michotte, qui, traitant de la position de la géographie parmi les sciences, la définit comme « discipline chorologique ».
La géographicité est, « dans le sens propre du mot une « géo-graphie », une description scientifique des diverses unités spatiales, des diverses régions de la surface terrestre».
« Cette définition de la géographicité renvoie au paradigme de la « différenciation spatiale » ou « régionale » (areal differentiation) défini par Richard Hartshorne comme seul légitime. Elle correspondrait à l’une des quatre « traditions » repérées dans l’histoire de la géographie par W. Pattison : « area studies tradition » (ou « chorographic tradition »), à côté de la « spatial- », de la « man-land- » et de l’ « earth science tradition » (ces distinctions sont reprises pour partie par Peter Haggett) ».
Parmi les utilisateurs de cette notion figure Yves Lacoste, qui entend bien par là « ce qui est considéré comme géographique » à un certain moment ou dans un certain modèle de la discipline. Il a distingué entre divers types de « géographicité » repérables dans l’histoire contemporaine, en se plaçant sur la base d’une dichotomie « politique/non-politique », « Paul Vidal de la Blache / Elisée Reclus ».

## Une relation existentielle établie entre l'homme et son habitat.
Une seconde acception renvoie à la relation existentielle établie entre l’homme et son habitat et est né avec la géographie humanisme d'Eric Dardel qui en a fixé parmi les premiers cet usage : « (...) Connaître l’inconnu, atteindre l’inaccessible, l’inquiétude géographique précède et porte la science objective. Amour du sol natal ou recherche du dépaysement, une relation concrète se noue entre l’homme et la Terre, une géographicité de l’homme comme mode de son existence et de son destin ».
Ici, la notion de géographicité renvoie à celle d’historicité, empruntée à une tradition philosophique illustrée par Heidegger, Jaspers, Kierkegaard... Dardel explore les dimensions du savoir géographique en tant qu’il est tourné vers l’interprétation de la présence originaire, immédiate, du sujet à la Terre ; sa géographie comporte, dans sa dimension historique comme dans son expression individuelle, savoir, mythe et art ; elle s’exprime prioritairement dans le paysage.  
Parmi les contemporains, Claude Raffestin se situe explicitement dans cette ligne de pensée lorsqu'il dit que « la géographicité est un modèle d’action, donc de pratiques et de connaissances, qui s’enracine dans un modèle de connaissance qui est l’historicité » et que « La géographicité comme mode d’existence de l’homme sur la Terre peut permettre de renouer, en les renouvelant, avec des modèles anciens ». Il précise dans ce même article qu' « en prétendant rejoindre la science moderne, la nouvelle géographie positiviste n'a fait que plaquer de la « modernité » sur du traditionnel. La géographie se trouve actuellement sans ontologie, sans cadre général pour répondre aux questions que le monde lui pose. La géographicité, comme mode d'existence de l'homme sur la Terre, peut permettre de renouer, en les renouvelant, avec des modèles anciens ». 